# Song Si-yeol
Song Si-yeol était l'un des principaux érudits confucéens coréens de la dynastie Joseon et appartenait à la faction des occidentaux (seoin) de la vieille école (noron). Il est né le 1607 à Okcheon dans la province du Chungcheong du Nord. Il est mort à l'âge de 1689 à Jeongeup dans la province du Jeolla du Nord). Resté plus de 50 ans au service du gouvernement, c'est la personne dont le nom apparait le plus souvent dans les annales de la dynastie Joseon (plus de 3000 fois). Il fut forcé à prendre du poison pour avoir écrit une lettre incendiaire à l'intention du roi.
Le nom de plume de Song Si-yeol est Uam (우암, 尤庵, Wooam), un de ses noms de courtoisie Seongrae (성래 ; 聖來). Il est le fils du confucianiste Song Gabjo (1574-1628).

## Biographie

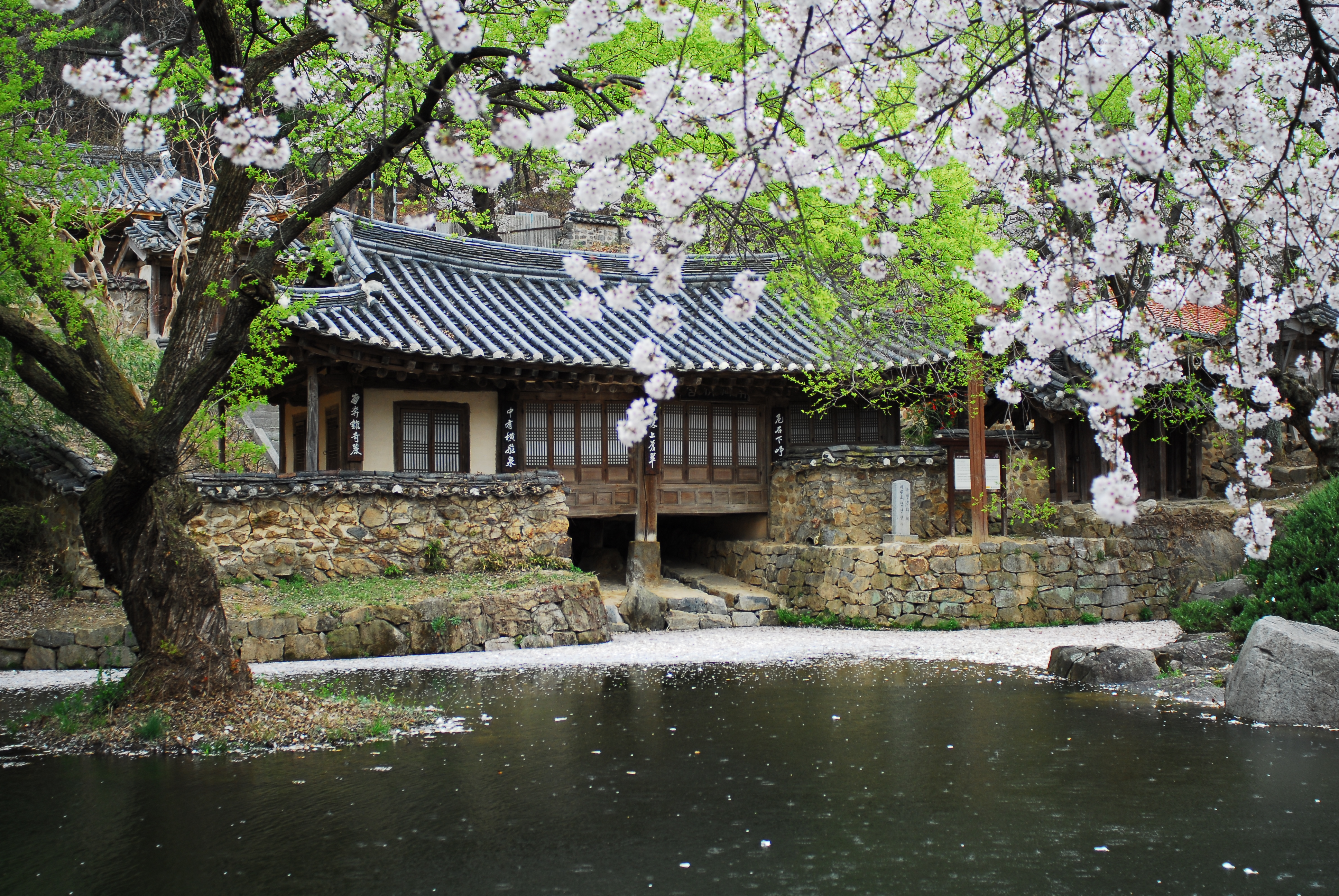
Namganjeongsa, l'école de Song Siyeol à Daejeon.

Song Si-yeol a été l'élève de Kim Changsaeng (1548-1631), un expert du rituel. Il appartient à l'école de Kido, du nom des provinces de Kyônggi et de Ch'ungch'ông, qui se réclamait de Yulgok. L'école principale qui lui était opposée était celle de Yongnam, du nom de la province de Kyongsang, et qui se réclamait de Toegye. Des rivalités s'étaient créées au sein même du néoconfucianisme coréen. Il prend ainsi part aux disputes concernant les rites de deuil lors de la mort du roi Hyojong en 1659 et de la reine Inseon en 1674.
Vers la fin de sa vie, Song Siyeol domine la vie politique à la cour de Joseon en tant que leader de la Faction Noron. En 1683, il fonde à Daejeon le Namganjeongsa, une école privée, pour instruire ses disciples. Cependant, en 1689, il envoie une lettre au roi pour exprimer son désaccord avec l'investiture du prince héritier. Les Namin (Faction méridionale) reprennent alors le pouvoir qu'ils avaient perdu en 1680 ; Song Si-yeol est d'abord envoyé en exil puis mis à mort alors qu'il se rendait à son interrogatoire.
Il est regrettable que des personnalités de sa stature comme Yun Hyu (1617-1680) furent d'abord amis puis en soient venues à des actions si extrêmes qu'elles entraînèrent leur exil et leur propre mort. 
Song Siyol exigeait une loyauté totale de ses disciples pour les causes qui lui semblaient juste et était considéré comme un parangon de vertu par ses admirateurs mais comme un diable par ses ennemis politiques qu'il avait persécutés. Ainsi, lorsque sa faction retrouve le pouvoir (1694-1720), il est réhabilité et Yi Suk propose de le faire entrer au sanctuaire de la prestigieuse académie de Tobong au côté de Cho Kwangjo, le martyr de la purge de 1519. Malgré la présence de quelques opposants qui lui reprochait de n'avoir servi que ses intérêts partisans et d'avoir mené le gouvernement à la ruine, il est honoré à l'académie de Tobong depuis 1695 à part une brève interruption de 1723 à 1725 à la suite d'un court passage au pouvoir des membres de la Faction Soron. Cependant, ses œuvres sont restées absentes des bibliothèques des académies confucianistes (seowon) contrôlées par la Faction méridionale jusqu'au vingtième siècle.

## Œuvres
- Uam jip (우암집, 尤庵集)
- Uam seonsaenghoojip (우암선생후집, 尤菴先生後集)
- Uam yugo (우암유고, 尤菴遺稿)
- Jujadaejeon (주자대전잡억)
- Songseoseupyu (송서습유, 宋書拾遺)
- Songseosokseupyu (송서속습유, 宋書續拾遺)
- Jujadaejeonchaui (주자대전차의, 朱子大全箚疑)
- Jeongseobunryu (정서분류, 程書分類)
- Jujauhryusobun (주자어류소분, 朱子語類小分)
- Nonmaengmunuitonggo (논맹문의통고, 論孟問義通攷)
- Shimgyungseokui (심경석의, 心經釋義)
- Shambangchwalyo (삼방촬요, 三方撮要)
- Songjadaejeon (송자대전, 宋子大全)
- Jangreungjimun (장릉지문, 長陵誌文)
- Youngreungjimun (영릉지문, 寧陵誌文)
- Songjungilmyojimyung (송준길묘지명)
- Sagyeseonsaenghangjang (사계선생행장, 沙溪先生行狀)

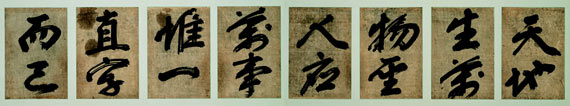
Une calligraphie de Song Si-yeol